# Opération Mikado
Pendant Guerre des Malouines
L'opération Mikado est le nom de code d'une opération militaire britannique au cours de laquelle des commandos du Special Air Service devaient attaquer la base navale de Rio Grande, en Terre de Feu, sur laquelle étaient basés les cinq avions de chasse Super-Étendard de la Marine argentine, en mai 1982, pendant la guerre des Malouines. L'homme chargé de planifier l'attaque est le Brigadier Peter de la Billière, qui est alors le Directeur du SAS.

## Objectif de la mission et plan initial
L'objectif de l'opération est de détruire les trois missiles Exocet encore en possession des forces armées argentine ainsi que les avions susceptibles de les transporter et de tuer les pilotes de ses avions dans leur base. Pour y parvenir, le Brigadier Peter de la Billière propose une opération semblable à l'opération Entebbe. Elle aurait consisté à faire débarquer 55 commandos des SAS déposés par deux avions Lockheed C-130 Hercules directement sur la piste d’atterrissage de la base de Rio Grande.
D'après le plan initial, les C-130 devaient rester sur le tarmac avec leurs moteurs allumés pendant que les 55 hommes de l'escadre B des SAS menaient à bien leur mission. Si les C-130 parvenaient à redécoller ils devaient ensuite se rendre sur la base aérienne de Punta Arenas au Chili. Dans le cas contraire, les membres des SAS devraient rejoindre la frontière chilienne, distante de 80 km, à pied.

## Mission de réconnaissance préalable

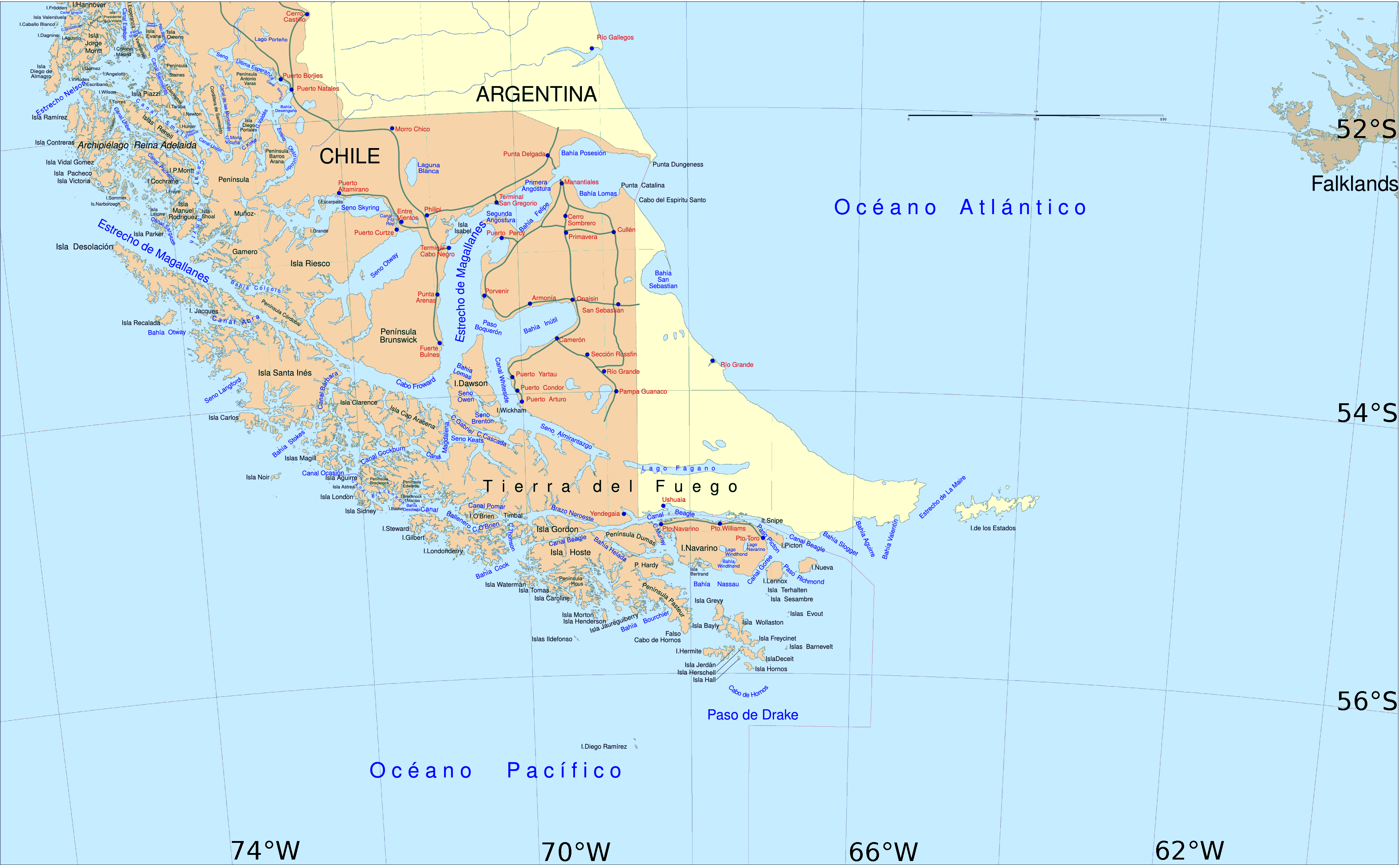
La Terre de Feu et les îles Malouines (au nord-est)

Une mission de reconnaissance préalable sur Río Grande, dont le nom de code était Opération Plum Duff, est lancée à partir du HMS Invincible dans la nuit du 17 au 18 mai, en guise de prélude à l'attaque. L'opération consiste à déposer un petit détachement de SAS sur la partie argentine de la Terre de Feu à bord d'un hélicoptère Westland Sea King Mark IV de la Royal Navy, dépourvu de tout signe distinctif. Les commandos devaient être déposés à 10 miles[réf. nécessaire] de la base navale de Río Grande, s'y rendre à pied afin d'établir un poste d'observation et collecter des renseignements sur les défenses de la base,.
Pour les besoins de la mission, l'hélicoptère Sea King devait parcourir une distance proche de son rayon d'action opérationnel, il s'agirait donc pour les hommes d'un aller simple. Ainsi, la mission des pilotes de l'hélicoptère consistait à déposer les membres du SAS en territoire argentin, puis à se diriger vers la portion chilienne de la Terre de Feu où l'hélicoptère serait coulé en eaux profondes,.
L'hélicoptère, emportant à son bord trois pilotes et une équipe de huit hommes du SAS, décolle du HMS Invincible à 0 h 15 le 18 mai. En chemin, le pilote aperçoit grâce à son dispositif de vision nocturne une plateforme gazière absente des cartes britanniques. Afin d'éviter de se faire repérer par d'éventuels radars installés sur la plateforme, celui-ci prend l'initiative de faire un détour, ajoutant une vingtaine de minutes au temps de parcours initialement prévu. Alors que l'hélicoptère s'approchait des côtes de la Terre de Feu après quatre heures de vol, un épais brouillard réduisait la visibilité à moins de 1,5 kilomètre. Arrivé à 20 km du point prévu pour le débarquement des hommes, la visibilité est si réduite que le pilote est contraint de se poser. Le pilote et le commandant de l'équipe du SAS sont alors en désaccord quant à leur position exacte ; par ailleurs, le commandant de l'équipe du SAS a alors la certitude que l'hélicoptère a été repéré par une patrouille argentine : il demande donc que ses hommes soient déposés à la frontière entre l'Argentine et le Chili. Les pilotes sont contraints de voler dans des conditions météorologiques de vol aux instruments jusqu'au Chili. Les commandos du SAS sont déposés sur la côte sud de Bahia Inútil d'où ils devaient essayer de rejoindre leur poste d'observation à pied. L'équipage de l'hélicoptère met le cap en direction d'une plage à proximité de Punta Arenas où ils atterrissent. L'un des deux pilotes et le troisième membre d'équipage débarquent sur la plage. Ils découpent des trous dans la structure de l'appareil pour lui permettre de couler une fois posé sur l'eau. L'autre pilote déplace l'hélicoptère au-dessus de la baie mais ne parvient pas à le couler. Il retourne sur la plage afin que davantage de trous soient percés dans la structure, mais il est alors ébloui dans ses jumelles de vision nocturne par le voyant « Low Fuel » (niveau de carburant faible) qui s'était mis à clignoter. Il se pose alors en urgence sur la plage. L'équipage de l'hélicoptère met alors le feu à l'appareil et fait détoner des charges explosives avant de quitter les lieux. Pendant les nuits qui suivent, ils rejoignent un point d'observation à proximité de Punta Arenas, d'où ils tentent d'entrer en contact avec l'Ambassade britannique au Chili. Ils sont découverts par l'Armée chilienne alors qu'ils se trouvaient dans la ville et sont remis aux autorités britanniques.
Selon des sources argentines, dans la nuit du 17 au 18 mai, la progression de l'hélicoptère britannique est suivie par le radar du destroyer ARA Bouchard, qui envoie un message à son sister-ship, l'ARA Piedrabuena, en patrouille au nord, puis à la base aérienne de Río Grande,. Des membres du 24e régiment d'infanterie argentin déclarèrent en 2007 qu'ils avaient touché l'hélicoptère avec des armes légères à travers le brouillard au sud de Rio Gallegos. La mission de reconnaissance du SAS sera finalement abandonnée,.

## Abandon de la mission
Le manque de renseignements humains sur la base signifiait que les Britanniques n'avaient pas une idée précise des moyens de défense dont disposait la base aérienne de Rio Grande, ni de garantie que les Super Étendards et les missiles Exocets ne se trouveraient sur place lorsque l'opération planifiée aurait lieu. Les Britanniques ne disposaient pas non plus d'information sur l'organisation et les plans de la base, ils ignoraient où les Exocet étaient entreposés et où se trouvait le mess des pilotes
À ce moment des faits, l'opération Mikado — qui était déjà considérée par les membres les plus expérimentés du SAS comme une mission suicide — se révèle impossible à mener à bien, du fait de l'absence d'effet de surprise, et après que les services de renseignement britanniques aient découvert que les Argentins disposaient d'une bien meilleure couverture radar qu'envisagée initialement. En conséquence, le plan d'assaut aéroporté suscita un rejet considérable parmi les membres du SAS, conduisant un sergent à remettre sa démission peu de temps avant que son équipe ne s'envole pour l'île de l'Ascension. Le commandant de l'escadron de SAS qui, lui aussi, avait manifesté son hostilité au projet sera relevé de son commandement et remplacé par le commandant-en-second du régiment,.
Pour finir, le gouvernement Thatcher reconnaît qu'il y avait une forte probabilité pour que l'opération soit un échec. Contrairement à certaines rumeurs, aucun plan ne prévoyait que les membres du SAS soient infiltrés en Argentine grâce au sous-marin de la Royal Navy HMS Onyx,. La Marine argentine affirme que le Bouchard avait pris pour cible un sous-marin et plusieurs canots gonflables lors d'une patrouille à deux miles au large de Rio Grande, à 53° 43′ 38,04″ S, 67° 42′ 00″ O, dans la soirée du 16 mai 1982,.
La région de Rio Grande était défendue par quatre bataillons d'infanterie de marine du Corps des Marines argentins, dont certains des officiers avaient été formés au Royaume-Uni par le SBS plusieurs années auparavant,

## Développements ultérieurs
L'abandon de la mission n'eut aucune incidence sur l'issue de la guerre : si les Super-Étendard parvinrent à mettre au but trois sur cinq Exocet tirés sans subir de perte, leurs attaques se révélèrent insuffisantes pour empêcher le succès du débarquement tandis que les Skyhawk et les Mirage argentins, qui attaquèrent avec des bombes conventionnelles, subirent de lourdes pertes dues en grande partie aux missiles anti-aériens britanniques.
Après la guerre, des commandants de la Marine argentine reconnurent qu'ils s'attendaient à des débarquements par les commandos du SAS, mais qu'ils ne s'attendaient pas à ce que des avions Hercules atterrissent directement sur leur piste. Si cette attaque avait eu lieu, ils n'auraient pas hésité à poursuivre les forces britanniques y compris en territoire chilien. L'échec de l'opération aurait été catastrophique pour les forces britanniques en termes de communication et aurait renforcé le moral des troupes argentines,.

### Sources et bibliographie
- « Former Yeovilton pilot talks about 'Operation Certain Death' », BBC Somerset, 28 octobre 2008 (consulté le 31 août 2014)
- (es) Jorge Muñoz, Ataquen Río Grande : Operación Mikado, Buenos Aires, Argentine, Instituto de Publicaciones Navales, 2005, 156 p. (ISBN 978-950-899-051-8, lire en ligne)
- (en) Ewen Southby-Tailyour, Exocet Falklands : The Untold Story of Special Forces Operations, Pen and Sword, 2014, 314 p. (ISBN 978-1-78346-387-9, lire en ligne)